# Clark's Capture of Kaskaskia
Clark's Capture of Kaskaskia è un cortometraggio muto del 1911. Il nome del regista non viene riportato nei credit del film, prodotto dalla Champion Film Company di Mark M. Dintenfass.
Il film si ispira a un episodio della rivoluzione americana, avvenuto nel luglio 1778, quando George Rogers Clark con 175 uomini attraversò il fiume Ohio, conquistando la città di Kaskaskia.

## Produzione
Il film fu prodotto dalla Champion Film Company, una compagnia indipendente che Dintenfass aveva fondato nel 1909, stabilendone gli studi a Fort Lee, nel New Jersey.

## Distribuzione
Distribuito dalla Motion Picture Distributors and Sales Company, il film - un cortometraggio di una bobina - uscì nelle sale cinematografiche USA il 1º maggio 1911.